# ココロノキャンバス
「ココロノキャンバス」は、ビリケンの楽曲。同グループ13枚目のシングルとして2019年5月29日にソルブレイドから発売される予定。

## 概要
- 前作「ビリケン音頭」から約4年ぶりのCDシングルであり、ラストシングル。
- 表題曲「ココロノキャンバス」は、テレビ東京系アニメ『デュエル・マスターズ』のエンディングテーマ曲。
- 2019年4月12日より、デジタルシングル「ココロノキャンバス (TV Ver.)」の配信が始まった。これは、今作シングル表題曲のTVサイズバージョンである。主要音楽配信サイトにてリリースされた。

### 販売形態
- 通常盤（KHCM-3308）：CD

## 収録曲

### CD
1. ココロノキャンバス
テレビ東京系アニメ『デュエル・マスターズ』エンディングテーマ曲
2. メシだけは食っとけ
3. パワーのミナモト